# UD Almería
Unión Deportiva Almería, S.A.D. este un club din Almería, Spania, care evoluează în Primera División. Clubul a fost fondat în anul 1989.

## Istorie
În 1989, a luat ființă clubul Almería Club de Fútbol, iar în 2001 a luat actuala denumire. UD Almería se consideră succesor al clubului AD Almería, echipa care a dat faliment în 1982. La finalul sezonului 2006-07 echipa a terminat pe locul 2 în Segunda División și a obținut promovarea pentru prima dată în La Liga.

### Istoria sezoanelor
| Sezon   | Liga     | Loc  | Copa del Rey |
| ------- | -------- | ---- | ------------ |
| 1989/90 | Regional | —    |              |
| 1990/91 | Regional | —    |              |
| 1991/92 | Regional | —    |              |
| 1992/93 | 3ª       | 2    |              |
| 1993/94 | 2ªB      | 11   |              |
| 1994/95 | 2ªB      | 2    |              |
| 1995/96 | 2ª       | 16   |              |
| 1996/97 | 2ª       | 17th |              |
| 1997/98 | 2ªB      | 7    |              |
| 1998/99 | 2ªB      | 18   |              |
| 1999/00 | 3ª       | 4    |              |

| Sezon   | Liga | Loc | Copa del Rey  |
| ------- | ---- | --- | ------------- |
| 2000/01 | 2ªB  | 11  |               |
| 2001/02 | 2ªB  | 3   |               |
| 2002/03 | 2ª   | 18  | 16-imi        |
| 2003/04 | 2ª   | 13  | 16-imi        |
| 2004/05 | 2ª   | 14  | runda a II-a  |
| 2005/06 | 2ª   | 6   | I rundă       |
| 2006/07 | 2ª   | 2   | runda a III-a |
| 2007/08 | 1ª   | 8   | 16-imi        |
| 2008/09 | 1ª   | 11  | 8-imi         |
| 2009/10 | 1ª   | 13  | 16-imi        |
| 2010/11 | 1ª   | 20  | semifinale    |
| 2011/12 | 2ª   | 7   | 16-imi        |
| 2012/13 | 2ª   | 3   | 16-imi        |
| 2013/14 | 1ª   | —   | 8-imi         |

## Lotul de jucători
Lotul actualizat la 6 februarie 2025.
| Nr. |            | Poziție | Jucător                   |
| --- | ---------- | ------- | ------------------------- |
| 1   | Portugalia | P       | Luís Maximiano            |
| 2   | Spania     | M       | Arnau Puigmal             |
| 3   | Spania     | F       | Edgar González            |
| 4   | Brazilia   | F       | Kaiky                     |
| 5   | Argentina  | M       | Lucas Robertone (căpitan) |
| 6   | Senegal    | M       | Dion Lopy                 |
| 7   | Brazilia   | M       | Lázaro                    |
| 8   | Spania     | M       | Gonzalo Melero            |
| 9   | Columbia   | A       | Luis Suárez               |
| 10  | Spania     | M       | Nico Melamed              |
| 11  | Spania     | M       | Sergio Arribas            |
| 12  | Brazilia   | A       | Léo Baptistão             |
| 13  | Spania     | P       | Fernando Martínez         |
| 15  | Ghana      | M       | Iddrisu Baba              |

| Nr. |            | Poziție | Jucător                |
| --- | ---------- | ------- | ---------------------- |
| 16  | Serbia     | F       | Aleksandar Radovanović |
| 17  | Spania     | F       | Álex Pozo              |
| 18  | Spania     | F       | Marc Pubill            |
| 19  | Serbia     | A       | Marko Milovanović      |
| 20  | Spania     | F       | Álex Centelles         |
| 21  | Spania     | F       | Chumi                  |
| 23  | Spania     | M       | Selvi Clua             |
| 24  | Mozambic   | F       | Bruno Langa            |
| 26  | Spania     | F       | Paco Sanz              |
| 27  | Portugalia | M       | Gui Guedes             |
| 28  | Maroc      | A       | Rachad Fettal          |
| 31  | Spania     | P       | Bruno Iribarne         |
| 36  | Muntenegru | A       | Marko Perović          |